# Municipio de Sherrill
El municipio de Sherrill (en inglés: Sherrill Township) es un municipio ubicado en el condado de Texas en el estado estadounidense de Misuri. En el año 2010 tenía una población de 5608 habitantes y una densidad poblacional de 20,29 personas por km².

## Geografía
El municipio de Sherrill se encuentra ubicado en las coordenadas 37°31′11″N 91°50′18″O / 37.51972, -91.83833. Según la Oficina del Censo de los Estados Unidos, el municipio tiene una superficie total de 276.45 km², de la cual 276.3 km² corresponden a tierra firme y (0.05%) 0.15 km² es agua.

## Demografía
Según el censo de 2010, había 5608 personas residiendo en el municipio de Sherrill. La densidad de población era de 20,29 hab./km². De los 5608 habitantes, el municipio de Sherrill estaba compuesto por el 83.47% blancos, el 14.35% eran afroamericanos, el 0.77% eran amerindios, el 0.3% eran asiáticos, el 0.04% eran isleños del Pacífico, el 0.07% eran de otras razas y el 1% pertenecían a dos o más razas. Del total de la población el 1.62% eran hispanos o latinos de cualquier raza.